# Sangalopsis cunaxa
Sangalopsis cunaxa är en fjärilsart som beskrevs av Druce 1907. Sangalopsis cunaxa ingår i släktet Sangalopsis och familjen mätare. Inga underarter finns listade.